# Yosuf Khel (huyện)
Yosuf Khel là một huyện thuộc tỉnh Paktika, Afghanistan. Dân số thời điểm năm 1999 là -11,4 người.